# Order Herbu Państwowego
Order Herbu Państwowego (est.: Riigivapi teenetemärk) – jedno z najwyższych odznaczeń państwowych Estonii ustanowione  w 1936.

## Historia
Order Herbu Państwowego został ustanowiony przez Konstantina Pätsa w 1936 roku w celu upamiętnienia uzyskania przez Estonię niepodległości. Może być nadawany jedynie obywatelom Estonii za szczególne zasługi w służbie na rzecz państwa. Po rozpoczęciu okupacji Estonii przez ZSRR w 1940 order został zniesiony. Odnowiono go w niepodległej Estonii po 1991. W 2008 Poczta Estonii wydała znaczek pocztowy z wizerunkiem gwiazdy orderowej tego odznaczenia.
Wielkim Mistrzem i Kawalerem Łańcucha Orderu Herbu Państwowego jest urzędujący prezydent Estonii, który zachowuje odznaczenie po ustąpieniu z urzędu.

## Podział orderu
Lata 1936-1940
- Łańcuch
- Wielka Wstęga Specjalna
- Wielka Wstęga
- Komandor Wielki
- Komandor
- Oficer
- Kawaler

oraz
- Medal
  - Duży Złoty (noszony na szyi)
  - Duży Złoty
  - Mały Złoty
  - Duży Srebrny
  - Mały Srebrny[1]

Od 1994 roku
- Łańcuch
- I Klasa
- II Klasa (męska i damska)
- III Klasa (męska i damska)
- IV Klasa
- V Klasa[2]

## Opis odznaki
Odznaką Orderu Herbu Państwowego jest tzw. duży herb Estonii, tzn. złota tarcza herbowa z trzema niebieskimi lwami otoczona złotym wieńcem dębowym. Odznaka jest zwieńczona ornamentem z uszkiem i połączona ze złotą zawieszką do wstążki. Wstążka orderu ma jednolity kolor chabrowy. Gwiazda orderu ma kształt kwiatu z ośmioma płatkami, z bogatą ornamentyką. Pośrodku znajduje się ozdobna bordiura otaczająca insygnia orderu przedstawione w naturalnych kolorach heraldycznych (złoty i niebieski).